# バーゴール (原子力潜水艦)
|           |                                     |
| 艦歴      |                                     |
| 発注:     | 1965年3月9日                        |
| 起工:     | 1966年4月16日                       |
| 進水:     | 1968年2月17日                       |
| 就役:     | 1969年6月13日                       |
| 退役:     | 1997年6月6日                        |
| 除籍:     | 1997年6月6日                        |
| その後:   | 原子力艦再利用プログラム            |
| 性能諸元  |                                     |
| 排水量:   | 基準：4,007トン、 満載：4,301トン   |
| 全長:     | 89 m (292 ft)                       |
| 全幅:     | 9.7 m (32 ft)                       |
| 吃水:     | 8.8 m (29 ft)                       |
| 機関:     | S5W reactor                         |
| 最大速:   | 25 ノット                           |
| 乗員:     | 士官14名、兵員95名                  |
| 兵装:     |                                     |
| モットー: | Invisible, Invulnerable, Invincible |

バーゴール (USS Bergall, SSN-667) は、アメリカ海軍の原子力潜水艦。スタージョン級原子力潜水艦の19番艦。艦名はニューイングランド沖に生息するベラ科の魚バーゴールに因む。その名を持つ艦としてはバラオ級潜水艦36番艦(SS-320)以来2隻目。

## 艦歴
バーゴールの建造は1965年3月9日にカリフォルニア州ヴァレーホのメア・アイランド海軍造船所に発注される。1966年4月16日に起工し、1968年2月17日にレイ・C・ニーダム夫人によって命名、進水し、1969年6月13日に艦長ビリー・F・タリー中佐の指揮下就役した。
1984年4月23日、バーゴールはノーフォークで潜水艦救難艦キティウェーク (USS Kittiwake, ASR-13) と衝突した。
バーゴールは1996年6月6日に退役し、同日除籍された。その後ワシントン州ブレマートンで原子力艦再利用プログラムの下に解体が行われ、1997年9月29日に作業は完了した。